# Leucostoma brevipetiolata
Leucostoma brevipetiolata är en tvåvingeart som beskrevs av Macquart 1855. Leucostoma brevipetiolata ingår i släktet Leucostoma och familjen parasitflugor. Inga underarter finns listade i Catalogue of Life.